# نظریه توصیفات
نظریه توصیفات، مهم ترین مشارکت فیلسوف برتراند راسل در فلسفه زبان است. آن نظریه را همچنین تحت عنوان نظریه توصیفات راسل (به اختصار RTD، که از عبارت انگلیسی معادل Russell's theory of descriptions می‌آید). به‌طور خلاصه، راسل استدلال کرد که در زبان انگلیسی، شکل نحوی توصیفات (عباراتی که فرم "The aardvark" و "An aardvark") گمراه کننده است، چرا که ارتباطی به معماری منطقی و یا معنایی آن ندارد. در حالی که توصیفات ممکن است به نظر می‌رسد عبارات نسبتاً غیرقابل مناقشه ای باشند، راسل استدلال کرد که ارائه یک تحلیل رضایت بخش از ویژگی‌های زبانی و منطقی یک توصیف، اهمیتی حیاتی دربارهٔ وضوح در مناقشات مهم فلسفی، به ویژه استدلالات معنایی، معرفتی و متافیزیکی برخوردار است.
از زمان توسعه ابتدایی این نظریه توسط راسل در مقاله «در باب دلالت» ۱۹۰۵ راسل، RTD عمیقاً در فلسفه زبان تأثیرگذار و مطرح بوده‌است. اگرچه، این نظریه خالی از انتقاد هم نبوده، به ویژه فیلسوفان پیتر استراسن و کیت دانلان انتقاداتی در خور توجه و شناخته شده ارائه کرده‌اند.
اخیراً، RTD توسط فلاسفه متعددی مورد دفاع قرار گرفته و حتی با روش های امیدوارکننده ای و جهت هماهنگی با دستور زبان زایشی چامسکی توسعه داده شده‌است، بویژه  توسط استفن نیل. این گسترش ها به خودی خود مورد انتقاد قرار گرفته‌اند و مناقشه همچنان ادامه دارد.